# NGC 1622
NGC 1622 في الفهرس العام الجديد، هي مجرة، تقع في كوكبة النهر. اكتشفت في 16 يناير 1850 بواسطة ويليام بارسونز.

## روابط خارجية
- NGC 1622 على موقع ويكي سكاي: DSS2, SDSS, GALEX, IRAS, Hydrogen α, X-Ray, Astrophoto, Sky Map, Articles and images